# Alana Gebremariam
Alana Tadege Gebremariam (en bielorruso: Алана Таде́ге Гебрэмарыям, en ruso: Алана Таде́ге Гебремариам; Minsk, Bielorrusia, 7 de marzo de 1997) es una activista prodemocrática y feminista bielorrusa. Fue la primera mujer de ascendencia africana en presentarse a las elecciones generales de 2019.

## Biografía
Nacida y criada en Minsk, Gebremariam se graduó con matrícula de honor en la clase de física y matemáticas del gimnasio n.º 61 de Minsk. Se licenció en odontología por la Universidad Estatal de Medicina de Bielorrusia, y durante sus estudios se dedicó a actividades científicas.
En 2018, se convirtió en líder de la Asociación de Estudiantes Bielorrusos, promoviendo el activismo político entre estudiantes universitarios y jóvenes profesionales en activo.
En 2019, fue designada como candidata a las elecciones parlamentarias de 2019 en el distrito Hrushevsky de Minsk por la Asamblea Socialdemócrata Bielorrusa y el Bloque Juvenil.

## Persecución política
Tras las disputadas elecciones presidenciales bielorrusas de 2020, se convirtió en miembro clave del Consejo de Coordinación para estabilizar la situación en el país y garantizar la transferencia de poder. En octubre, la excandidata presidencial Svetlana Tijanóvskaya nombró a Gebremariam su representante para asuntos juveniles y estudiantiles.
El 12 de noviembre de 2020, se registraron los apartamentos de Gebremariam y de otros activistas de la Unión Bielorrusa de Estudiantes, y los activistas fueron detenidos y llevados a la KGB bielorrusa. El 13 de noviembre se supo que Alana se encontraba en el centro de detención preventiva de la KGB por una causa penal sobre la presunta organización de acciones que atentan gravemente contra el orden público (parte 1 del artículo 342 del Código Penal de la República de Bielorrusia).
El 18 de noviembre de 2020, en una declaración conjunta de quince organizaciones, incluyendo al Centro de Derechos Humanos de Viasna, la Asociación Bielorrusa de Periodistas, el Comité Bielorruso de Helsinki y el Centro PEN Bielorruso, Gebremariam fue reconocida como una presa política. El 7 de diciembre de 2020, la eurodiputada Katarina Barley asumió el patronazgo de la presa política.
El 16 de marzo de 2021, el Comité de Investigación presentó los primeros cargos contra Gebremariam y otros participantes en el "caso de los estudiantes" y profesores universitarios.
El 16 de julio de 2021, el Tribunal del Distrito Sovietsky de Minsk condenó a Marina Fedorova, ya incluida en la lista negra de la Unión Europea el 17 de diciembre de 2020 por numerosas sentencias de motivación política, así como a los fiscales Anastasia Maliko, Roman Chabatarov y, junto con otros participantes en el caso, a 2 años y 6 meses de prisión.
El 30 de noviembre de 2022, Gebremariam fue liberada de la cárcel.